# Morelos Progresa
Morelos Progresa es un partido político local del Estado de Morelos, México. Ideológicamente el partido se identifica como izquierda progresista y socialdemócrata.

## Historia
El partido Morelos Progresa fue fundado en agosto de 2020 con la aprobación de su registro por parte del Instituto Morelense de Procesos Electorales y Participación Ciudadana (IMPEPAC).
En las elecciones estatales de 2021 obtuvo un único diputado en el Congreso del Estado de Morelos por representación proporcional, así como la presidencia municipal de Amacuzac. A lo largo de la LV Legislatura su representante en el congreso cambió varias veces. Su primer diputado, Juan José Yáñez Vázquez, falleció en abril de 2022. Como suplente fue designado Roberto Yáñez Moreno, quien fue destituido en julio de 2022 por orden del Tribunal Electoral aplicando discriminación positiva en favor de Gabriela Sánchez Marín, la cual se mantuvo en el puesto hasta su asesinato en octubre de 2022. Desde entonces el partido tuvo a Marguis del Rayo como representante en el congreso.
Para las elecciones estatales de 2024 el partido decidió aliarse con el partido Movimiento Ciudadano (MC) y formar la coalición «Movimiento Progresa», postulando juntos candidato a gobernador, ocho diputados y dieciócho ayuntamientos. Previamente el partido había contemplado incorporarse a la coalición «Frente Amplio por Morelos».

## Resultados electorales

### Gobernador
|  | 3.64 % |

|  | 18.31 % |

### Congreso del estado
|  | 3.77 % |

|  | 2.43 % |

### Ayuntamientos
|  | 2.06 % |

|  | 2.77 % |